# Рональд Лопатни
Рональд Лопатни (19 вересня 1944 — 5 травня 2022) — хорватський ватерполіст.
Олімпійський чемпіон 1968 року, учасник 1972 року.